# Holy City
Holy City – osada w Anglii, w hrabstwie Devon, w dystrykcie East Devon. Leży 41 km na wschód od miasta Exeter i 214 km na zachód od Londynu. W 2001 miejscowość liczyła 157 mieszkańców.